# 1 500 mètres masculin aux championnats du monde d'athlétisme 2015
Pour un article plus général, voir Championnats du monde d'athlétisme 2015.
Navigation
Moscou 2013 Londres 2017
L'épreuve du 1 500 mètres masculin des championnats du monde de 2015 a eu lieu les 27, 28 et 30 août 2015 dans le stade national de Pékin, le stade olympique de Pékin, en Chine. Elle est remportée par le Kényan Asbel Kiprop.

## Records et performances

### Records
Les records du 1 500 m hommes (mondial, des championnats et par continent) étaient avant les championnats 2015 les suivants.
| Record                    | Athlète            | Pays             | Temps         | Lieu    | Date            |
| ------------------------- | ------------------ | ---------------- | ------------- | ------- | --------------- |
| Record du monde           | Hicham El Guerrouj | Maroc            | 3 min 26 s 00 | Rome    | 14 juillet 1998 |
| Record des championnats   | Hicham El Guerrouj | Maroc            | 3 min 27 s 65 | Séville | 24 août 1999    |
| Record d'Afrique          | Hicham El Guerrouj | Maroc            | 3 min 26 s 00 | Rome    | 14 juillet 1998 |
| Record d'Asie             | Rachid Ramzi       | Bahreïn          | 3 min 29 s 14 | Rome    | 14 juillet 2006 |
| Record d'Amérique du Nord | Bernard Lagat      | États-Unis       | 3 min 29 s 30 | Rieti   | 28 août 2005    |
| Record d'Amérique du Sud  | Hudson de Souza    | Brésil           | 3 min 33 s 25 | Rieti   | 28 août 2005    |
| Record d'Europe           | Mohamed Farah      | Royaume-Uni      | 3 min 28 s 81 | Monaco  | 19 juillet 2013 |
| Record d'Océanie          | Nick Willis        | Nouvelle-Zélande | 3 min 29 s 66 | Monaco  | 17 juillet 2015 |

### Meilleures performances de l'année 2015
Les dix coureurs les plus rapides de l'année sont, avant les championnats, les suivants. 
|    | Athlète                 | Pays             | Temps         | Lieu              | Date            |
| -- | ----------------------- | ---------------- | ------------- | ----------------- | --------------- |
| 1  | Asbel Kiprop            | Kenya            | 3 min 26 s 69 | Monaco            | 17 juillet 2015 |
| 2  | Taoufik Makhloufi       | Algérie          | 3 min 28 s 75 | Monaco            | 17 juillet 2015 |
| 3  | Abdalaati Iguider       | Maroc            | 3 min 28 s 79 | Monaco            | 17 juillet 2015 |
| 4  | Mohamed Farah           | Royaume-Uni      | 3 min 28 s 93 | Monaco            | 17 juillet 2015 |
| 5  | Nicholas Willis         | Nouvelle-Zélande | 3 min 29 s 66 | Monaco            | 17 juillet 2015 |
| 6  | Elijah Motonei Manangoi | Kenya            | 3 min 29 s 67 | Monaco            | 17 juillet 2015 |
| 7  | Robert Kiptoo Biwott    | Kenya            | 3 min 30 s 10 | Monaco            | 17 juillet 2015 |
| 8  | Silas Kiplagat          | Kenya            | 3 min 30 s 17 | Paris Saint-Denis | 4 juillet 2015  |
| 9  | Ayanleh Souleiman       | Djibouti         | 3 min 30 s 17 | Paris Saint-Denis | 4 juillet 2015  |
| 10 | Aman Wote               | Éthiopie         | 3 min 30 s 29 | Monaco            | 17 juillet 2015 |

## Résultats

### Finale
| Place              | Nom                     | Nationalité      | Temps         | Notes |
| ------------------ | ----------------------- | ---------------- | ------------- | ----- |
| Médaille d'or      | Asbel Kiprop            | Kenya            | 3 min 34 s 40 |       |
| Médaille d'argent  | Elijah Motonei Manangoi | Kenya            | 3 min 34 s 63 |       |
| Médaille de bronze | Abdalaati Iguider       | Maroc            | 3 min 34 s 67 |       |
| 4                  | Taoufik Makhloufi       | Algérie          | 3 min 34 s 76 |       |
| 5                  | Silas Kiplagat          | Kenya            | 3 min 34 s 81 |       |
| 6                  | Nick Willis             | Nouvelle-Zélande | 3 min 35 s 46 |       |
| 7                  | Timothy Cheruiyot       | Kenya            | 3 min 36 s 05 |       |
| 8                  | Matthew Centrowitz, Jr. | États-Unis       | 3 min 36 s 13 |       |
| 9                  | Charlie Grice           | Royaume-Uni      | 3 min 36 s 21 |       |
| 10                 | Leonel Manzano          | États-Unis       | 3 min 37 s 26 |       |
| 11                 | Robby Andrews           | États-Unis       | 3 min 38 s 29 |       |
| 12                 | Aman Wote               | Éthiopie         | DNF           |       |

### Demi-finales
Qualification : les 5 premiers de chaque série (Q) plus les 2 meilleurs temps se qualifient pour la finale.
| Rang | Athlète              | Pays             | Temps             | Notes |
| ---- | -------------------- | ---------------- | ----------------- | ----- |
| 1    | Asbel Kiprop         | Kenya            | 3 min 43 s 48 (Q) |       |
| 2    | Nicholas Willis      | Nouvelle-Zélande | 3 min 43 s 57 (Q) |       |
| 3    | Silas Kiplagat       | Kenya            | 3 min 43 s 64 (Q) |       |
| 4    | Matthew Centrowitz   | États-Unis       | 3 min 43 s 97 (Q) |       |
| 5    | Leonel Manzano       | États-Unis       | 3 min 44 s 28 (Q) |       |
| 6    | Mekonnen Gebremedhin | Éthiopie         | 3 min 44 s 31     |       |
| 7    | Chris O'Hare         | Royaume-Uni      | 3 min 44 s 36     |       |
| 8    | Pieter-Jan Hannes    | Belgique         | 3 min 44 s 38     |       |
| 9    | Yassine Bensghir     | Maroc            | 3 min 44 s 95     |       |
| 10   | Ilham Tanui Özbilen  | Turquie          | 3 min 45 s 70     |       |
| 11   | Abdi Waiss Mouhyadin | Djibouti         | 3 min 46 s 82     |       |
| 12   | Carlos Díaz          | Chili            | 3 min 47 s 48     |       |

| Rang | Athlète                     | Pays             | Temps             | Notes |
| ---- | --------------------------- | ---------------- | ----------------- | ----- |
| 1    | Elijah Manangoi             | Kenya            | 3 min 35 s 00 (Q) |       |
| 2    | Taoufik Makhloufi           | Algérie          | 3 min 35 s 05 (Q) |       |
| 3    | Abdalaati Iguider           | Maroc            | 3 min 35 s 20 (Q) |       |
| 4    | Charlie Grice               | Royaume-Uni      | 3 min 35 s 58 (Q) |       |
| 5    | Timothy Cheruiyot           | Kenya            | 3 min 35 s 74 (Q) |       |
| 6    | Robby Andrews               | États-Unis       | 3 min 35 s 88 (q) |       |
| 7    | Aman Wote                   | Éthiopie         | 3 min 35 s 97 (q) |       |
| 8    | Johan Cronje                | Afrique du Sud   | 3 min 36 s 59     |       |
| 9    | Morhad Amdouni              | France           | 3 min 37 s 79     |       |
| 10   | Charles Philibert-Thiboutot | Canada           | 3 min 39 s 62     |       |
| 11   | Julian Matthews             | Nouvelle-Zélande | 3 min 40 s 45     |       |
| 12   | David Bustos                | Espagne          | 3 min 42 s 48     |       |

### Séries
Qualification : les six premiers de chaque série (Q) et les six meilleurs temps (q) se qualifient pour les demi-finales.
| Rang | Série | Nom                         | Nationalité      | Temps         | Notes |
| ---- | ----- | --------------------------- | ---------------- | ------------- | ----- |
| 1    | 3     | Silas Kiplagat              | Kenya            | 3 min 38 s 13 | Q     |
| 2    | 3     | Abdalaati Iguider           | Maroc            | 3 min 38 s 14 | Q     |
| 3    | 3     | Nick Willis                 | Nouvelle-Zélande | 3 min 38 s 27 | Q     |
| 4    | 3     | İlham Tanui Özbilen         | Turquie          | 3 min 38 s 28 | Q     |
| 5    | 3     | Chris O'Hare                | Royaume-Uni      | 3 min 38 s 43 | Q     |
| 6    | 3     | Timothy Cheruiyot           | Kenya            | 3 min 38 s 50 | Q     |
| 7    | 3     | Robby Andrews               | États-Unis       | 3 min 38 s 52 | q     |
| 8    | 3     | Mekonnen Gebremedhin        | Éthiopie         | 3 min 38 s 66 | q     |
| 8    | 3     | Abdi Waiss Mouhyadin        | Djibouti         | 3 min 38 s 66 | q     |
| 10   | 3     | David Bustos                | Espagne          | 3 min 38 s 75 | q     |
| 11   | 2     | Asbel Kiprop                | Kenya            | 3 min 38 s 97 | Q     |
| 12   | 2     | Aman Wote                   | Éthiopie         | 3 min 39 s 05 | Q     |
| 13   | 2     | Leonel Manzano              | États-Unis       | 3 min 39 s 22 | Q     |
| 14   | 2     | Pieter-Jan Hannes           | Belgique         | 3 min 39 s 31 | Q     |
| 15   | 2     | Morhad Amdouni              | France           | 3 min 39 s 38 | Q     |
| 16   | 2     | Julian Matthews             | Nouvelle-Zélande | 3 min 39 s 55 | Q     |
| 17   | 2     | Charles Philibert-Thiboutot | Canada           | 3 min 39 s 72 | q     |
| 18   | 3     | Carlos Díaz                 | Chili            | 3 min 39 s 75 | q     |
| 19   | 2     | Fouad Elkaam                | Maroc            | 3 min 40 s 12 |       |
| 20   | 3     | Yassine Hathat              | Algérie          | 3 min 40 s 16 |       |
| 21   | 2     | Dumisane Hlaselo            | Afrique du Sud   | 3 min 40 s 25 |       |
| 22   | 2     | Ronald Musagala             | Ouganda          | 3 min 42 s 12 |       |
| 23   | 1     | Elijah Motonei Manangoi     | Kenya            | 3 min 42 s 57 | Q     |
| 24   | 1     | Taoufik Makhloufi           | Algérie          | 3 min 42 s 72 | Q     |
| 25   | 1     | Matthew Centrowitz, Jr.     | États-Unis       | 3 min 43 s 17 | Q     |
| 26   | 1     | Charlie Grice               | Royaume-Uni      | 3 min 43 s 21 | Q     |
| 27   | 1     | Yassine Bensghir            | Maroc            | 3 min 43 s 22 | Q     |
| 28   | 1     | Johan Cronje                | Afrique du Sud   | 3 min 43 s 29 | Q     |
| 29   | 1     | Ryan Gregson                | Australie        | 3 min 43 s 54 |       |
| 30   | 1     | Jakub Holuša                | Tchéquie         | 3 min 43 s 66 |       |
| 31   | 1     | Henrik Ingebrigtsen         | Norvège          | 3 min 43 s 97 |       |
| 32   | 1     | Youssouf Hiss Bachir        | Djibouti         | 3 min 44 s 48 |       |
| 33   | 2     | Víctor Corrales             | Espagne          | 3 min 44 s 76 |       |
| 34   | 2     | Salim Keddar                | Algérie          | 3 min 44 s 81 |       |
| 35   | 1     | Dawit Wolde                 | Éthiopie         | 3 min 44 s 90 |       |
| 36   | 1     | Benson Seurei               | Bahreïn          | 3 min 45 s 70 |       |
| 37   | 1     | Adel Mechaal                | Espagne          | 3 min 46 s 05 |       |
| 38   | 3     | Hélio Gomes                 | Portugal         | 3 min 46 s 32 |       |
| 39   | 3     | Eric Rodriguez              | Nicaragua        | 3 min 49 s 64 | NR    |
| 40   | 1     | Awwad Al Sharafat           | Jordanie         | 4 min 07 s 72 |       |
|      | 2     | Ayanleh Souleiman           | Djibouti         | DNF           |       |

### Légende
Records et Performances
- AR : Record continental (area record)
- CR : Record des championnats (championship record)
- MR : Record du meeting (meet record)
- NR : Record national (national record)
- OR : Record olympique (olympic record)
- PR : Record paralympique (paralympic record)
- PB : Record personnel (personal best)
- SB : Meilleure performance personnelle de la saison (season's best)
- WL : Meilleure performance mondiale de l'année (world leader)
- WJR : Record du monde junior (world junior record)
- WR : Record du monde (world record)

Circonstances et Conditions
- DNF : N'a pas terminé (did not finish)
- DNS : N'a pas pris le départ (did not start)
- DQ : Disqualification (disqualification)
- NM : Aucun essai valable enregistré (No Mark)
- Q : Qualifié « directement » au prochain tour (ou à la prochaine compétition), lors d'une compétition majeure, grâce au classement ou à la réalisation des minima (automatic qualifier)
- q : Qualifié au prochain tour (ou à la prochaine compétition), lors d'une compétition majeure, grâce au repêchage ou à la réalisation de l'une des meilleures performances parmi celles des « non qualifiés directement » (grâce au meilleur temps ou à la meilleure distance par exemple) (secondary qualifier)